# Tomás Costa
Tomás Alberto Costa (Oliveros, Provincia de Santa Fe, Argentina, 30 de enero de 1985) es un exfutbolista argentino. Jugaba como mediocampista. Fue parte de diversos equipos sudamericanos, paseando su fútbol en Argentina, Uruguay, Chile y Perú. También, llegó a jugar en Europa, en Portugal y Rumania. Luego de una serie de lesiones que complicaron su situación futbolística, decidió retirarse a fines del 2019 y su último equipo fue Alianza Lima de la Liga 1 de Perú.

## Trayectoria

### Inicios
Se formó en el club Club Atlético Rosario Central, en el que debutó el 17 de septiembre de 2006 en un partido contra Estudiantes de La Plata. Por el conjunto rosarino disputó 47 partidos en el torneo argentino, marcando 3 goles. Compartió la volante junto a Ángel Di María.

### FC Porto
El FC Porto lo fichó el 10 de junio de 2008, a cambio de U$ 3.200.000 . En el club portugués jugó 47 partidos por el torneo, anotando 2 goles, como anécdota en un partido fue expulsado por meter un gol y celebrar sin nada de ropa. Jugó al lado de Freddy Guarín y Hulk, además de sus compatriotas Lucho González y Lisandro López

### CFR Cluj
En septiembre de 2010 es cedido al CFR Cluj de Rumania, por seis meses. Jugó 10 partidos en el equipo rumano,donde también disputó la UEFA Champions League.Jugó al lado de su compatriota Sixto Peralta.

### Universidad Católica
El 21 de enero de 2011 se confirma su llegada a la Universidad Católica de Chile, con el fin de reemplazar al capitán, Milovan Mirosevic en el mediocampo.
Su primer gol con la camiseta cruzada lo anotó el 3 de marzo del mismo año, ante Vélez Sarsfield por Copa Libertadores de visita. Católica perdía por 3-1 y Costa puso el segundo descuento, aportando para la remontada épica del equipo chileno por 4-3.
Luego el 9 de junio de 2011 jugaría, tal vez, su partido más importante con el club, frente a la Universidad de Chile por la final de ida del campeonato del Apertura 2011. Costa terminaría haciendo un gol, y asistiendo el otro. Finalmente la final de ida terminaría 2 a 0, a favor de Universidad Católica, pero terminaría su paso por el equipo chileno de una forma muy magra, tras perder la final de vuelta del Campeonato Apertura Petrobras 2011 por 4-1, donde fue expulsado y la "U" se quedó con el campeonato.

### Colón de Santa Fe
Tras una larga negociación con el Porto de Portugal, dueño del pase de Costa, la dirigencia sabalera llegó a un acuerdo y el mediocampista de 26 años firmó un contrato por tres años. Marcó su único gol en el primer partido del Apertura 2011 frente a Arsenal.

### Universidad Católica
Vuelve después de un año al equipo estudiantil, para reforzar el mediocampo y ocupar la plaza dejada por su excompañero Jorge Ormeño. Fue presentado el 13 de julio del año 2012 en San Carlos de Apoquindo con la camiseta número 14, aunque en su debut oficial, vistió la casaquilla 25, dejando así sin número al joven portero Andrés Gutiérrez. Su reencuentro con el gol en la UC fue el 18 de septiembre de 2012 mientras se disputaba el partido entre el cuadro estudiantil y Deportes Tolima en la Copa Sudamericana 2012.

### Peñarol
En 2016 ficha por el Club Atlético Peñarol. En el pentacampeón de América logra obtener el Campeonato Uruguayo 2015/16, marcando un gol en la primera fecha del campeonato clausura frente a Cerro en el Estadio Alfredo Víctor Viera, partido ganado por los carboneros 2-1.

### Olimpo
El 19 de agosto de 2017 se hace oficial el pase de Tomas Costa a Olimpo de Bahía Blanca tras su salida de Peñarol. Marca su único gol en el club en los dieciseisavos de final de la Copa Argentina en la victoria por 4-2 ante Racing Club. Tras 13 partidos y 6 meses en la institución, en enero de 2018 firma la rescisión de su contrato.

## Estadísticas
- Actualizado al último partido jugado el 8 de diciembre de 2017
Patronato 1 -0 Olimpo.[4]

| Rosario Central Argentina |               |     |    |    |    |    |     |     |      |      |
| 2006/07 | 13            | 1   | -  | -  | -  | -  | 13  | 1   | 0,08 |      |
| 2007/08 | 34            | 2   | -  | -  | -  | -  | 34  | 2   | 0,06 |      |
| Total | 47            | 3   | 0  | 0  | 0  | 0  | 47  | 3   | 0,06 |      |
| Porto Portugal |               |     |    |    |    |    |     |     |      |      |
| 2008/09 | 22            | 1   | 10 | 0  | 9  | 0  | 41  | 1   | 0,02 |      |
| 2009/10 | 18            | 1   | 10 | 0  | 3  | 0  | 31  | 1   | 0,03 |      |
| Total | 40            | 2   | 20 | 0  | 12 | 0  | 72  | 2   | 0,03 |      |
| CFR Cluj · Rumania |               |     |    |    |    |    |     |     |      |      |
| 2010/11 | 6             | 0   | 3  | 0  | 2  | 0  | 11  | 0   | 0,00 |      |
| Total | 6             | 0   | 3  | 0  | 2  | 0  | 11  | 0   | 0,00 |      |
| Universidad Católica · Chile |               |     |    |    |    |    |     |     |      |      |
| 2011 | 17            | 2   | -  | -  | 9  | 1  | 26  | 3   | 0,12 |      |
| 2012 | 10            | 0   | 8  | 0  | 10 | 1  | 28  | 1   | 0,04 |      |
| 2013 | 15            | 0   | -  | -  | -  | -  | 15  | 0   | 0,00 |      |
| 2013/14 | 31            | 1   | 6  | 0  | 6  | 0  | 43  | 1   | 0,02 |      |
| 2014/15 | 23            | 2   | -  | -  | -  | -  | 23  | 2   | 0,09 |      |
| 2015/16 | 11            | 1   | 6  | 0  | 2  | 0  | 19  | 1   | 0,05 |      |
| Total | 107           | 6   | 20 | 0  | 27 | 2  | 154 | 8   | 0,05 |      |
| Colón Argentina |               |     |    |    |    |    |     |     |      |      |
| 2011/12 | 22            | 1   | 2  | 0  | -  | -  | 24  | 1   | 0,04 |      |
| Total | 22            | 1   | 2  | 0  | 0  | 0  | 24  | 1   | 0,04 |      |
| Peñarol · Uruguay |               |     |    |    |    |    |     |     |      |      |
| 2015/16 | 7             | 1   | -  | -  | 6  | 0  | 13  | 1   | 0.08 |      |
| 2016 | 8             | 0   | -  | -  | 3  | 0  | 11  | 0   | 0.00 |      |
| Total | 15            | 1   | 0  | 0  | 9  | 0  | 24  | 1   | 0,05 |      |
| Olimpo Argentina |               |     |    |    |    |    |     |     |      |      |
| 2017/18 | 10            | 0   | 3  | 1  | -  | -  | 13  | 1   | 0,50 |      |
| Total | 10            | 0   | 3  | 1  | 0  | 0  | 13  | 1   | 0,50 |      |
| Alianza Lima · Perú |               |     |    |    |    |    |     |     |      |      |
| 2018 | 39            | 1   | -  | -  | 6  | 0  | 45  | 1   | 0,00 |      |
| 2019 | 11            | 0   | 3  | 0  | 6  | 0  | 20  | 0   | 0,00 |      |
| Total | 50            | 1   | 3  | 0  | 12 | 0  | 65  | 2   | 0,00 |      |
| Total carrera | Total carrera | 296 | 14 | 51 | 1  | 62 | 2   | 409 | 18   | 0,05 |
| (1) Incluye datos de Copa de Portugal, Copa de la Liga de Portugal, Supercopa de Portugal, Copa de Rumania, Copa Argentina y Copa Chile. (2) Incluye datos de UEFA Champions League, Copa Libertadores y Copa Sudamericana. (3) No incluye goles en partidos amistosos. |               |     |    |    |    |    |     |     |      |      |

## Palmarés

### Campeonatos nacionales
| Título                | Club    | País     | Año     |
| --------------------- | ------- | -------- | ------- |
| Supercopa de Portugal | Porto   | Portugal | 2009    |
| Primeira Liga         | Porto   | Portugal | 2009    |
| Copa de Portugal      | Porto   | Portugal | 2009    |
| Copa de Portugal      | Porto   | Portugal | 2010    |
| Campeonato Uruguayo   | Peñarol | Uruguay  | 2015-16 |

### Torneos cortos
| Título          | Club         | País | Año  |
| --------------- | ------------ | ---- | ---- |
| Torneo Clausura | Alianza Lima | Perú | 2019 |

### Distinciones individuales
| Distinción                                          | Año  |
| --------------------------------------------------- | ---- |
| Parte del Equipo Ideal de la Copa Sudamericana 2012 | 2012 |
| Mejor Jugador Premios Revista El Gráfico            | 2013 |